# Operátor zbraňových systémů

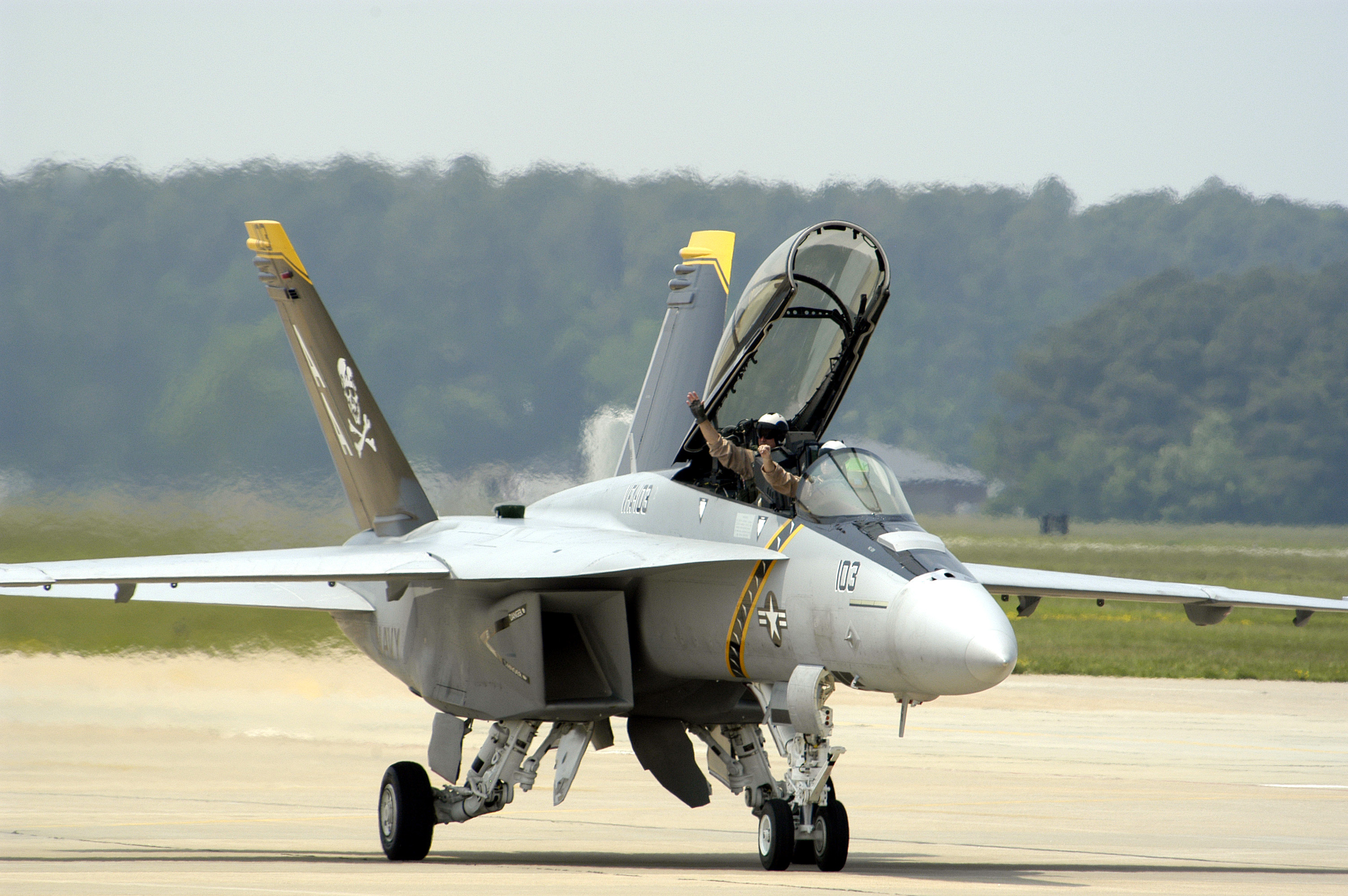
Pilot a operátor zbraňových systémů v otevřeném kokpitu letounu Boeing F/A-18F Super Hornet US Navy.

Operátor zbraňových systémů (WSO z anglického Weapon Systems Officer) je vojenský letec zodpovědný za obsluhu zbraňových systémů, zejména zbraní určených k útokům na pozemní cíle, bojového letounu či vrtulníku, zatímco za jeho pilotáž nese odpovědnost další člen osádky letadla. V letectvech různých zemí je jeho označení různé a liší se i přesné vymezení rolí, které na palubě letadla plní. Ve většině nahradil starší funkce bombometčíka a navigátora, které nicméně zůstaly zachovány jako samostatné u některých letounů s více než dvoučlennou osádkou.
Dříve (např. na F-4) byl druhý člen posádky, který obsluhoval elektroniku a zbraňové systémy, označován jako RIO (z Radar Intercept Officer).